# Estudiantes FC
Estudiantes FC ist ein mexikanischer Frauenfußballverein aus Santiago de Querétaro, der Hauptstadt des Bundesstaates Querétaro.

## Heimspielstätte
Als Heimspielstätte dient das Estadio Municipal de Querétaro.

## Geschichte
Nachdem sie in den vorherigen Turnieren noch zu den schwächeren Teams der mexikanischen Frauenfußballmeisterschaft gehört hatten, erreichten die Estudiantes de Querétaro in der Apertura 2012 die Halbfinalspiele gegen den späteren Meister Investigadoras PF, die mit 0:3 und 1:8 jedoch deutlich verloren wurden. Noch besser verlief die daran anschließende Clausura 2013, in der die Mannschaft sich durch einen Halbfinalsieg gegen Ángeles Morva für die Finalspiele gegen die Contadoras de la FCA UASLP qualifizieren konnte. Die Contadoras hatten sich ihrerseits im Halbfinale gegen den Meister der beiden vorherigen Turniere, Investigadoras PF, durchgesetzt.
Im Finalhinspiel vor eigenem Publikum kam Estudiantes nicht über ein 1:1 hinaus. Das Rückspiel im Estadio Alfonso Lastras Ramírez von San Luis Potosí endete ebenfalls unentschieden, so dass zur Ermittlung des Meisters eine Verlängerung erforderlich wurde. Am Ende stand ein 4:3-Erfolg der Estudiantes und ihr erster Meistertitel. Alle vier Treffer für die Estudiantes im Rückspiel erzielte Dulce María Alvarado. Ferner gehörten (in alphabetischer Reihenfolge) unter anderem Mónica Balderas, Mónica Cabello, Daniela Calderón, Azucena García, María Fernanda Jaramillo, Fernanda Martínez, Salazar Nava, María Dolores Ochoa, Patricia Olvera, Martha Karla María Padilla, Itzel Zúñiga Rojas, Izamal Torres und Erika Urtusástegui zum Kader der Meistermannschaft.